# Балберов, Александр Александрович
Александр Александрович Балберов (28 августа 1962 года, Ульяновск) — депутат Государственной Думы шестого созыва. Член партии ЛДПР. Заместитель председателя Госдумы по культуре. Член комитета ГД по земельным отношениям и строительству.

## Биография
Родился 28 августа 1962 года в городе Ульяновск.
В 1981 году окончил Ульяновский автомеханический техникум. А в 2002 году— Ульяновский государственный педагогический университет имени И. Н. Ульянова.

### Государственная деятельность
В 1993 году вступил в ЛДПР.
В декабре 1996 года избирался на пост главы города Ульяновск. Занял четвертое место среди пяти кандидатов.
С декабря 2011 по октябрь 2014 — депутат Государственной Думы. Член комиссии по контролю за достоверностью сведений о доходах, об имуществе и обязательствах имущественного характера, представляемых депутатами.
C 22 сентября 2014 года депутат Тульской областной Думы 6 созыва, заместитель председателя Думы.

### Семья
Дядя по матери — Владимир Жириновский.

## Награды
- Медаль Вооруженных Сил СССР «70 лет ВС СССР» (1985).
- Медаль «Возвращение Крыма» (2014)[3].
- Благодарность правительства Российской Федерации (10 июля 2014 года) — за заслуги в законотворческой деятельности, направленной на решение стратегических задач социально-экономического развития страны[6].